# مارتین کراوزه
مارتین کراوزه (به آلمانی: Martin Krause)‏ (۱۷ ژوئن ۱۸۵۳ – ۲ اوت ۱۹۱۸) نوازندهٔ پیانو، مربی موسیقی، آهنگساز، منتقد موسیقی، و نویسندهٔ اهل آلمان بود.

## شاگردان
مارتین کراوزه شاگردان فراوانی تربیت کرد. برخی از شاگردانِ او از نوازندگانِ شاخص و پرآوازهٔ پیانو هستند؛ ازجمله:
- کلودیو آرائو (۱۹۰۳–۱۹۹۱) — کراوزه، هنگامی که آرائو کودک بود و نزدِ او آموزش می‌دید، دربارهٔ او گفته بود: «این کودک به شاهکارِ من تبدیل خواهد شد.»[۱]
- هَری پادیکام (۱۸۷۰–۱۹۵۳)
- مانوئل پونسه (۱۸۸۲–۱۹۴۸)
- گرِته فون تسیریتس (۱۸۹۹–۲۰۰۱)
- رُزیتا رُنار (۱۸۹۴–۱۹۴۹)
- ادوین فیشر (۱۸۸۶–۱۹۶۰)
- لیزی فیشر (۱۹۰۰–۱۹۹۹)
- اِوا لیمینیانا (۱۸۹۵–۱۹۵۳)